# Верещагино (станция)
Вереща́гино — железнодорожная станция Пермского отделения Свердловской железной дороги (северный ход Транссибирской магистрали). Расположена в городе Верещагино Пермского края. Станция обслуживает пассажирские поезда дальнего следования, а также пригородные электропоезда до Перми и Балезино.
Открыта в 1899 году. Электрифицирована постоянным током.
Станция осуществляет продажу пассажирских билетов, приём и выдачу багажа, а также приём и выдачу повагонных и мелких отправок на подъездных путях.

## Дальнее следование по станции
По состоянию на июнь 2019 года на станции останавливаются следующие поезда дальнего следования:

### Круглогодичное движение поездов
| № поезда                  | Маршрут движения               | № поезда                  | Маршрут движения               |
| ------------------------- | ------------------------------ | ------------------------- | ------------------------------ |
| 11 "Ямал"                 | Новый Уренгой — Москва         | 12 "Ямал"                 | Москва — Новый Уренгой         |
| 13 "Новокузнецк"          | Новокузнецк — Санкт-Петербург  | 14 "Новокузнецк"          | Санкт-Петербург — Новокузнецк  |
| 37 "Томич"                | Томск — Москва                 | 38 "Томич"                | Москва — Томск                 |
| 69                        | Чита — Москва                  | 70                        | Москва — Чита                  |
| 71 "Демидовский Экспресс" | Екатеринбург — Санкт-Петербург | 72 "Демидовский Экспресс" | Санкт-Петербург — Екатеринбург |
| 73                        | Тюмень — Санкт-Петербург       | 74                        | Санкт-Петербург — Тюмень       |
| 83 "Северный Урал"        | Приобье — Москва               | 84 "Северный Урал"        | Москва — Приобье               |
| 99                        | Владивосток — Москва           | 100                       | Москва — Владивосток           |
| 325                       | Пермь — Новороссийск           | 326                       | Новороссийск — Пермь           |
| 353                       | Пермь — Адлер                  | 354                       | Адлер — Пермь                  |

### Сезонное движение поездов
| № поезда | Маршрут движения        | № поезда | Маршрут движения        |
| -------- | ----------------------- | -------- | ----------------------- |
| 591      | Приобье — Пермь — Анапа | 592      | Анапа — Пермь — Приобье |